# 小名浜自動車学校
株式会社小名浜自動車学校（おなはまじどうしゃがっこう）は、福島県いわき市小名浜にある福島県公安委員会指定自動車教習所を運営する企業である。

## 取得できる免許
- 普通自動車第一種・第二種
- 中型自動車
- 大型特殊自動車
- けん引免許
- 大型自動二輪車
- 普通自動二輪車

## 周辺
- 東邦亜鉛
- 三菱ケミカル
- 小名浜製錬
- 日本海水

## 交通
- 常磐線（JR東日本）泉駅からスクールバス